# Sedenia rupalis
Sedenia rupalis là một loài bướm đêm trong họ Crambidae.